# 吸引ろ過
吸引ろ過（きゅういんろか）は、 液体から固体を分離するために使用される高速ろ過技術である。減圧ろ過とも呼ばれる。 

## 原理

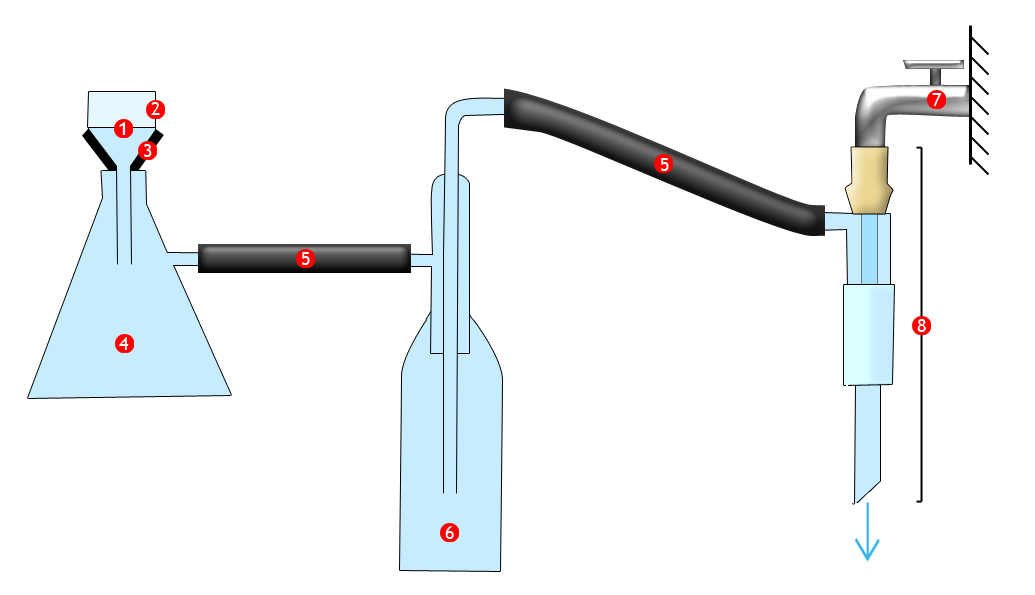
吸引ろ過の装置構成の模式図

アスピレーターに水を流すことにより、真空フラスコと吸引びん内の空気が吸引される。このため、フラスコの内外で圧力差を生じ、ブフナー漏斗の内容物が減圧フラスコ方向へ吸引される。ブフナー漏斗上にはろ紙が置かれており、液体から固体を分離する。 
このように、ブフナー漏斗の上部に残っている固体残渣は、より効率的に回収される。吸引ろ過では、単純な自然ろ過よりも固体残渣はずっと乾燥している。 
ゴム栓（円錐形のゴムシール）は、装置を確実に密閉し、ブフナー漏斗と吸引びんとの隙間の空気の漏れを防ぐ。そのシールによって装置内の減圧が維持でき、また装置同士の物理的な負荷を回避し、破損を防ぐ。 
装置構成模式図の注釈

1. ろ紙
2. ブフナー漏斗
3. ゴム栓（円錐形のゴムシール）
4. 吸引びん
5. 真空用ゴム管（肉厚のホース）
6. 真空フラスコ
7. 給水栓
8. アスピレーター

## 用途
ろ過は、実験室と工業的な製造条件の両方で一般的に使用される単位操作である。実験室での操作に適した吸引ろ過の装置は、反応生成物が懸濁液中の固体であるとき、目的の生成物を単離するためによく使用される。生成物をより速く回収でき、その固体は単純ろ過の場合よりも乾燥した状態で得られる。固体を単離する以外に、ろ過は精製段階でも行われる、すなわち、溶媒に可溶な不純物がろ液として除去される。 
この装置は液体を精製するためにもよく使用される。溶媒に可溶な合成生成物をろ過すると、不溶物（触媒、不純物、反応の副生成物、塩など）がろ紙上に残る。この場合、吸引ろ過は自然ろ過よりも効率的で、より多くの液体が回収され、収率が向上する。 

## 実用面
吸引びんや真空フラスコの位置が動かないように保持する必要がある。すなわち、真空用ゴム管は肉厚で固いので、各装置の高さが不揃いの場合（模式図に見られるように）は、その位置が動きやすく、不安定になりやすいので注意が必要である。 
そのため、吸引びんを三叉クランプで固定するとよい。クランプの2つの爪を真空用ゴム管を接続している側に、残りの爪を反対側に配置するとよい。 
真空フラスコの固定も必要であれば、装置とその安定性に応じて、クランプを使う。その使用は実験者の判断に任される。 
アスピレーター停止のため給水栓を閉じる前に、真空破壊が必要である（例えば、漏斗を取り外して装置内に空気を入れる）。そうしないと、水がアスピレータを通じて装置内に入る。 真空フラスコは、水が吸引びんまで入ってくるのを防ぐ。 